# Lumijärvi
Lumijärvi är en sjö i Finland. Den ligger i kommunen Brahestad i landskapet Norra Österbotten, i den centrala delen av landet, 500 km norr om huvudstaden Helsingfors. Lumijärvi ligger 92 meter över havet. Arean är 83,9 hektar och strandlinjen är 3,77 kilometer lång. Sjön  ingår i Pyhäjoki älvs huvudavrinningsområde.   I omgivningarna runt Lumijärvi växer i huvudsak blandskog.